# Ronaldo Monteiro
Ronaldo Monteiro Pedraza, noto semplicemente come Ronaldo Monteiro (Santa Cruz de la Sierra, 11 gennaio 1998), è un calciatore boliviano, attaccante del Destroyers in prestito dal Bolívar.

## Caratteristiche tecniche
È un centravanti.

## Carriera

### Club
Ha giocato nella prima divisione boliviana.

### Nazionale
Ha giocato nella nazionale boliviana Under-17.
Con la nazionale Under-20 boliviana ha preso parte al Sudamericano Under-20 2017 disputando tre incontri.